# ياماغوتشي (محافظة)
محافظة ياماغوتشي (باليابانية: 山口県، ياماغوتشي-كن) إحدى محافظات اليابان، تقع في منطقة تشوغوكو، جنوب جزيرة هونشو. عاصمتها مدينة ياماغوتشي.

## توأمة
لياماغوتشي (محافظة) اتفاقيات توأمة مع كل من:
- شاندونغ (12 أغسطس 1982 - )[3]
- غيونغسانغ الجنوبية (26 يونيو 1987 - )[3]
- منطقة نبرة (11 نوفمبر 2003 - )[3]

## أعلام
- يوسوكه ماتسوكا
- ساتوشي يوكوياما
- كوشيرو ماتسوؤرا

## وصلات خارجية
- Official Yamaguchi Prefecture homepage